# Agyllia asterodia
Agyllia asterodia is een vlinder uit de familie van de dikkopjes (Hesperiidae). De wetenschappelijke naam van de soort is voor het eerst gepubliceerd in 1864 door Roland Trimen.
De soort komt voor in Mozambique, Zimbabwe, Zuid-Afrika, Swaziland en Lesotho.